# Partia Najpierw Nowa Zelandia
Partia Najpierw Nowa Zelandia (ang. New Zealand First Party) – nowozelandzka centrowa partia polityczna, powstała w 1993 roku. Winston Peters, założyciel partii, nadal pozostaje jej liderem.
Partia tworzyła rządy koalicyjne z obiema głównymi partiami politycznymi w Nowej Zelandii: z Partią Narodową od 1996 do 1998 oraz z Partią Pracy w latach 2017–2020. W wyborach parlamentarnych partia w 2020 zdobyła 2,6% głosów co nie pozwoliło jej na wzięcie udziału w podziale mandatów z puli proporcjonalnej. Ugrupowanie nie wygrało również w żadnym jednomandatowym okręgu wyborczym co uczyniło NZ First Najpierw Nowa Zelandia partią pozaparlamentarną. Nowozelandccy politolodzy wynik ten postrzegają jako rezultat wewnętrznego zastoju w partii. Podobną sytuacje widać w Partii Narodowej. Na podupadłej pozycji obu partii mocno skorzystała prawicowa nowozelandzka ACT New Zealand, która otrzymała najwyższe poparcie w historii swojego istnienia uzyskując 10 mandatów poselskich. Od 2023 jest częścią koalicyjnego rządu z Partią Narodową oraz Partią ACT. Partia posiada 8 przedstawicieli w Izbie Reprezentantów.

## Program
Partia jest opisywana przez komentatorów politycznych jako populistyczna i nacjonalistyczna. Popiera rozszerzenia usług socjalnych dla emerytów, sprzeciwia się imigracji. Ugrupowanie uważa traktat Waitangi za źródło narodowej dumy, jednak nie wspiera wpisania go do konstytucji.